# Bobby Brown
Boby Brown, pe numele real Robert Barisford Brown, (5 februarie 1969, Boston, SUA) este un cântăreț de Hip-Hop, Dance-Pop, Urban, New Jack Swing și R&B.
1. ↑  Famous Birthdays
2. ↑   Breckie Hill